# Finkbulbyler
Finkbulbyler (Spizixos) är ett litet fågelsläkte i familjen bulbyler inom ordningen tättingar. Släktet omfattar endast två arter som förekommer från nordöstra Indien till södra Kina, norra Indokina och Taiwan:
- Tofsfinkbulbyl (S. canifrons)
- Kragfinkbulbyl (S. semitorques)